# Rudolf Schlechter
Friedrich Richard Rudolf Schlechter (Berlim, 16 de outubro de 1872 — 16 de novembro de 1925) foi um botânico e taxonomista alemão, autor de inúmeros trabalhos envolvendo orquídeas. Descobriu novas espécies em expedições na Austrália, Indonésia e nos continentes africano e americano.
Após a Primeira Guerra Mundial, casou-se com Alexandra Schlechter e trabalhou por um grande período no Jardim Botânico de Berlim, tendo recaído a ele a proposição de cerca de mil espécies da família Orchidaceae.